# Лі (повіт, Хунань)
29°38′37″ пн. ш. 111°45′18″ сх. д. / 29.64353° пн. ш. 111.75487° сх. д.
Лі (кит. 澧县, пін. Lĭ Xiàn) — один із повітів КНР у складі префектури Чанде, провінція Хунань. Адміністративний центр — містечко Ліян.

## Географія
Лі у середньому розташовується на висоті близько 40 метрів над рівнем моря, лежить у нижній течії річки Лішуй (басейн озера Дунтін).

### Клімат
Повіт знаходиться у зоні, котра характеризується вологим субтропічним кліматом. Найтепліший місяць — липень із середньою температурою 28,5 °C. Найхолодніший місяць — січень, із середньою температурою 4,8 °С.
| Клімат повіту Лі                                   | Клімат повіту Лі | Клімат повіту Лі | Клімат повіту Лі | Клімат повіту Лі | Клімат повіту Лі | Клімат повіту Лі | Клімат повіту Лі | Клімат повіту Лі | Клімат повіту Лі | Клімат повіту Лі | Клімат повіту Лі | Клімат повіту Лі | Клімат повіту Лі |
| Показник                                           | Січ.             | Лют.             | Бер.             | Квіт.            | Трав.            | Черв.            | Лип.             | Серп.            | Вер.             | Жовт.            | Лист.            | Груд.            | Рік              |
| Середній максимум, °C                              | 8,5              | 11,4             | 16,2             | 22,5             | 27,1             | 30               | 32,8             | 32,2             | 28,2             | 22,9             | 17               | 11,2             | 21,7             |
| Середня температура, °C                            | 4,8              | 7,3              | 11,7             | 17,6             | 22,3             | 25,8             | 28,5             | 27,9             | 23,5             | 18,1             | 12,4             | 7                | 17,2             |
| Середній мінімум, °C                               | 2                | 4,2              | 8,3              | 13,9             | 18,7             | 22,6             | 25,3             | 24,7             | 20,3             | 14,9             | 9,2              | 3,9              | 14               |
| Норма опадів, мм                                   | 50               | 57.3             | 91.6             | 138.8            | 173.4            | 204.5            | 214.1            | 116.7            | 86.5             | 84.1             | 63.8             | 30.9             | 1311.7           |
| Вологість повітря, %                               | 79               | 78               | 79               | 78               | 79               | 83               | 82               | 82               | 81               | 79               | 79               | 77               | 80               |
| -------------------------------------------------- | ---------------- | ---------------- | ---------------- | ---------------- | ---------------- | ---------------- | ---------------- | ---------------- | ---------------- | ---------------- | ---------------- | ---------------- | ---------------- |
| Джерело: Дані метеостанції №57565 (КНР, 1991-2020) |                  |                  |                  |                  |                  |                  |                  |                  |                  |                  |                  |                  |                  |